# روبرت فريتاج
روبرت فريتاج (بالألمانية: Robert Freitag)‏ (و. 1916 – 2010 م) هو مخرج أفلام، وممثل مسرحي، وممثل أفلام من سويسرا، والنمسا، ولد في فيينا، توفي في ميونخ، عن عمر يناهز 94 عاماً.

## وصلات خارجية
- روبرت فريتاج على موقع IMDb (الإنجليزية)
- روبرت فريتاج على موقع ألو سيني (الفرنسية)
- روبرت فريتاج على موقع أول موفي (الإنجليزية)
- روبرت فريتاج على موقع قاعدة بيانات الأفلام السويدية (السويدية)
- روبرت فريتاج على موقع قاعدة بيانات الفيلم (الإنجليزية)
- روبرت فريتاج على موقع كينوبويسك (الروسية)